# Гречнєв Яків Олексійович

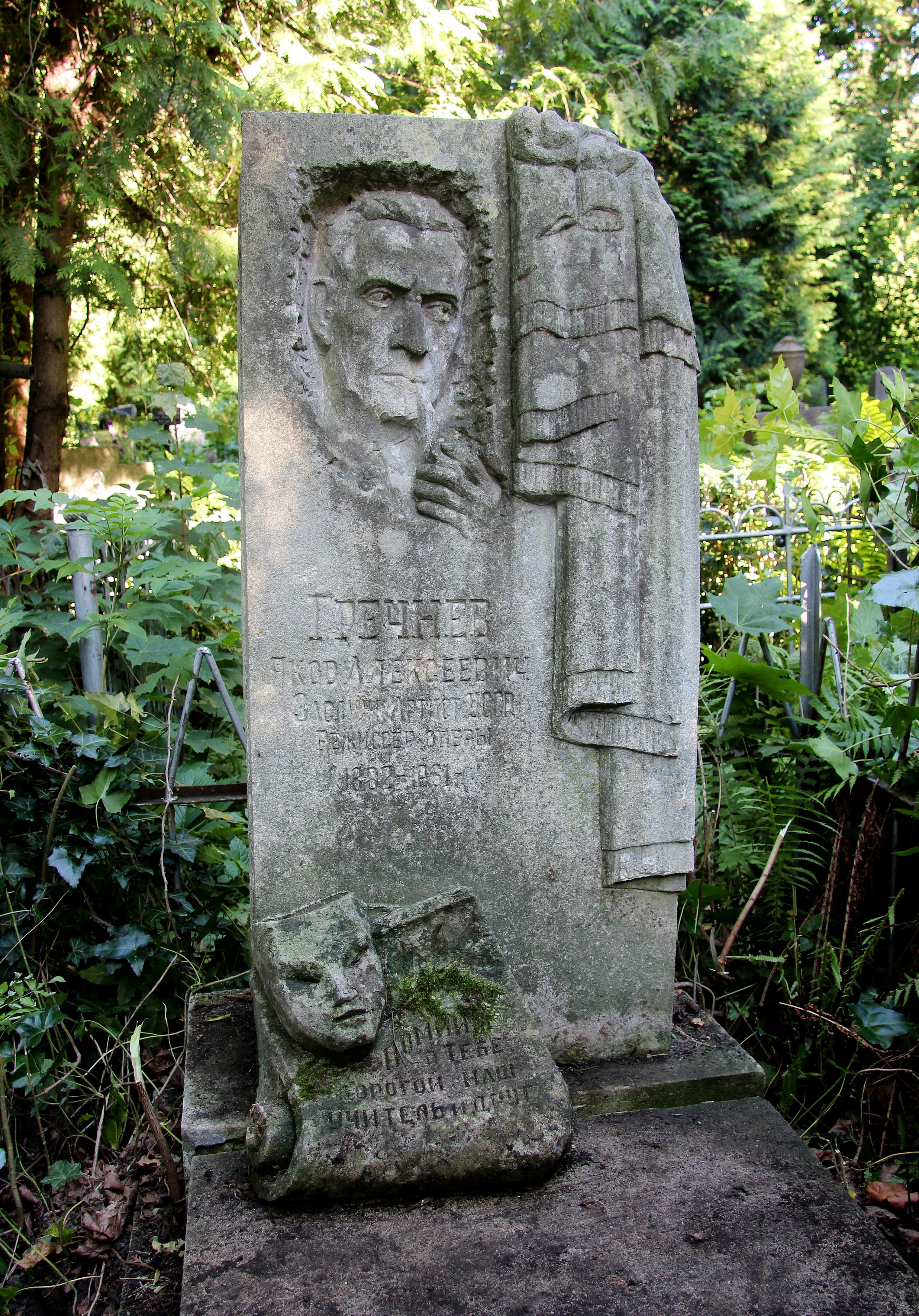

Я́ків Олексі́йович Гре́чнєв (* 20 жовтня 1882, Санкт-Петербург — † 4 серпня 1961, Львів) — український та російський театральний режисер, заслужений артист УРСР.

## Життєпис
1912 року поступив в театр музичної драми. У 1916—1917 роках працював помічником режисера. У 1917—1919 роках — режисер-асистент, в 1919—1920 — режисер-постановник.
1920 року обіймає посаду режисера-експериментатора та режисера-постановника в Большому театрі, одночасно викладав у оперній студії ім. Луначарського — до 1925 року.
Протягом 1922—1924 років працював режисером-постановником та головним режисером у Новосибірському державному театрі.
У 1925—1926 роках — режисер-постановник в Київському театрі опери, в 1927—1937 — режисер-постановник та головний режисер Одеського оперного театру, одночасно ставив опери в Харкові.
Протягом 1937—1947 років працював режисером-постановником в Саратовському театрі опери та балету ім. М. Чернишевського.
З 1947 по 1960 рік — режисер-постановник та головний режисер Львівського оперного театру.
У Львові здійснив більше 20 прем'єр, в основному російську класику:
- «Князь Ігор» Бородіна,
- «Іван Сусанін» М. Глінки,
- «Русалка» Даргомижського,
- «Дубровський» Е. Направника,
- «Демон» Рубінштейна.

Помер у Львові 4 серпня 1961 року, похований на Личаківському цвинтарі, поле № 84.